# Aedes guatemala
Aedes guatemala är en tvåvingeart som beskrevs av Berlin 1969. Aedes guatemala ingår i släktet Aedes och familjen stickmyggor.
Artens utbredningsområde är Guatemala. Inga underarter finns listade i Catalogue of Life.